# 莱斯·韦克斯纳
莱斯利·赫伯特·韦克斯纳（Leslie Herbert Wexner，1937年9月8日—），通称莱斯·韦克斯纳（Les Wexner），美国商人、亿万富翁。
韦克斯纳1937年出生于俄亥俄州代顿，1959年从俄亥俄州立大学工商管理学专业毕业。韦克斯纳先是在父母的服装店中练手，1963年在俄亥俄州哥伦布开设了自己的首家店铺，取名The Limited，专售年轻女性服饰。The Limited公司于1969年在俄亥俄州内发行上市，1982年在纽约证券交易所上市，股票代号LTD。他同时在1982年以100万美元收购了维多利亚的秘密，并在之后大规模地扩张了其业务。多年以来，韦克斯纳建立了一个包括维多利亚的秘密、Pink、Bath & Body Works、Abercrombie & Fitch、Express等众多品牌在内的零售集团——L Brands。2011年，韦克斯纳向俄亥俄州立大学捐赠1亿美元，成为该校有史以来获得的最大一笔捐赠。2018年，韦克斯纳宣布退出共和党。2020年，他从L Brands首席执行官改任名誉主席。
韦克斯纳于1980年代起聘请杰弗里·爱泼斯坦担任公司财务顾问。2006年初，爱泼斯坦被指控性侵未成年人少女。2007年底，韦克斯纳与爱泼斯坦断绝来往。2019年，在爱泼斯坦再度被捕后（死于狱中前），韦克斯纳声称爱泼斯坦挪用了其巨额款项。